# Блур, Алан
Алан Блур (англ. Alan Bloor; Пустой шаблон {{ВД-Преамбула}} ) — английский футболист и футбольный тренер, выступавший на позиции защитника.

## Карьера

### Клубная карьера
Во взрослом футболе дебютировал в 1960 году в клубе «Сток Сити», за который выступал на протяжении большей части своей игровой карьеры, продолжавшейся 18 лет. Его первый выход на поле состоялся 19 сентября 1961 года в матче против клуба «Брайтон энд Хоув Альбион», завершившемся со счётом 1:0. В сезоне 1967/68 Блуру удалось забить четыре гола в 43 матчах, что помогло команде избежать выбывания из класса. В 1967 году Блур ненадолго перешёл в основной состав команды американского клуба «Кливленд Стокерс» на правах аренды, приняв участие в 11 матчах. Кроме того, в сезоне 1971/72 он вместе с командой «Сток Сити» стал обладателем Кубка Английской футбольной лиги.
В 1978 году Блур покинул родной клуб и стал выступать в составе «Порт Вейла», где в том же году завершил профессиональные выступления.

### Тренерская карьера
В августе 1979 года Блур был приглашён на должность главы тренерского штаба своего последнего клуба «Порт Вейл» после отставки Денниса Батлера, однако, он покинул свой пост в декабре того же года.

## Достижения
«Сток Сити»
- Обладатель Кубка Английской футбольной лиги: 1971/72